# پرستو صالحی
پرستو صالحی، با نامِ اصلیِ الهام صالحی سیاوشانی، (زادهٔ ۹ آبانِ ۱۳۵۶ در تهران) بازیگر ایرانی است.

## زندگی
او فعالیت هنری خود را از سال ۱۳۷۵ با کار تئاتر آغاز نموده و اولین نقش بلندش را در سریال محاکمه به کارگردانی حسن هدایت ایفا کرده است. مُعرِف او به آن کار، استاد گریمش فرهنگ معیری بوده که دوره گریم را هم نزد خود وی گذرانده است. 
پرستو صالحی پس از بازی در سریال تلویزیونی زیر آسمان شهر در میان مردم شناخته شد. همچنین، او به همراه برادرش، امیر صالحی، با حضور در هجدهمین قسمت از برنامه ماه عسل در رمضان سال ۱۳۹۵ از اعتیاد پدرش به مواد مخدر پرده برداشت.
اسطوره‌های او فریدون فرخزاد، محمدعلی فردین، ناصر حجازی، داریوش اقبالی، بهرام بیضایی و دیگران هستند و عاشق گل نرگس، دریا، ماه، شعر و البته سینما است. 
پرستو صالحی، در خرداد ۱۳۹۹ در اینستاگرام خود اعلام کرد که به خاطر حضور در مراسم قربانیان انهدام هواپیمایی اوکراین توسط سپاه و پست‌هایش در اینستاگرام احضار شده و اکنون با قید وثیقه آزاد است. او نوشت: از امروز به خاطر تنهایی خودم سکوت می‌کنم، به حرمت موی سپید مادرم سکوت می‌کنم، به خاطر تپش قلب برادرم سکوت می‌کنم. سکوتی سنگین‌تر از فریاد. صالحی از هشتگ‌های ممنوع کار، ممنوع کلام و ممنوع الخروج برای خود استفاده کرده است.

### مهاجرت به ترکیه
پرستو صالحی از ایران خارج شده و اکنون در ترکیه ساکن است.

### واکنش به کشته‌شدن مهسا امینی
در ۲۵ شهریور ۱۴۰۱ صالحی در اعتراض به جنایات حکومت ایران دست به انتشار ویدیویی زد که در آن قتل مهسا امینی را امضای سند مرگ جمهوری اسلامی دانست و ابراز امیدواری کرد که روزی در میدان شهیاد، رفتن این حکومت را همراه با مردم به ستوه آمده، جشن بگیرد. صالحی در ویدیویی که منتشر کرد با بغض و خشم صحبت می‌کرد و یک برگه که روی آن «نه به جمهوری اسلامی» نوشته شده بود، به همراه داشت. او در دی ۱۴۰۱ به کارزار نمادین وکالت دادن به رضا پهلوی پیوست.
پرستو صالحی در هفتم مرداد سال ۱۴۰۳ با انتشار ویدیویی اعلام کرد که قصد دارد بزودی به ایران بازگردد.

### اجرای برنامه عشق ابدی در یوتیوب
پرستو صالحی در ترکیه اجرای یک رئالیتی شو به نام «عشق ابدی» را برعهده گرفته که از یوتیوب پخش می‌شود.

## فیلم‌شناسی

### سینمایی
| نام فیلم        | سال  | کارگردان       |
| --------------- | ---- | -------------- |
| چشمهایش         | ۱۳۷۸ | فرامرز قریبیان |
| تو را دوست دارم | ۱۳۷۸ | عبداله باکیده  |
| اعتراض          | ۱۳۷۸ | مسعود کیمیایی  |
| هم‌کلاس          | ۱۳۸۰ | سعید خورشیدیان |
| آقا             | ۱۳۸۲ | امید بهکار     |
| زیگزاگ          | ۱۳۸۸ | مجید توکلی     |
| مسلخ            | ۱۳۹۵ | اصغر نصیری     |
| تخته‌گاز         | ۱۳۹۷ | محمد آهنگرانی  |
| به وقت طلاق     | ۱۳۹۷ | حسن حجگذار     |

### تله فیلم
| سال | عنوان مجموعه                   | سمت    | کارگردان        |
| --- | ------------------------------ | ------ | --------------- |
|     | تسلیم سرنوشت                   | بازیگر | مرتضی شکرائیان  |
|     | تله‌فیلم «جدایی»                | بازیگر | صالح داستانپور  |
|     | رؤیای سیب                      | بازیگر | امیرحسین مشرقی  |
|     | تله‌فیلم «مقبره نحس»            | بازیگر | حسین تبریزی     |
|     | تله‌فیلم «شکارچی انسان»         | بازیگر | داریوش جهانگیری |
|     | تله‌فیلم «خانه‌ای در غبار»       | بازیگر | احمد امینی      |
|     | تله‌فیلم «آبی»                  | بازیگر | حسین تبریزی     |
|     | تله‌فیلم «قاتلی با بارانی مشکی» | بازیگر | علی نیاکان      |
|     | تله‌فیلم «دلقک»                 | بازیگر | هوشنگ هدایتی    |
|     | تله‌فیلم «برکت»                 | بازیگر | رضا ابوفاضلی    |
|     | تله‌فیلم «گذرگاه مرزی»          | بازیگر | حسین سحرخیز     |
|     | تله‌فیلم «برگشت‌ناپذیر»          | بازیگر | امیراحمد انصاری |
|     | تله‌فیلم «عروس و ملوس»          | بازیگر | فرید کلهر       |

### مجموعه تلویزیونی
| سال  | عنوان مجموعه   | کارگردان                         | توضیحات    |
| ---- | -------------- | -------------------------------- | ---------- |
| ۱۳۷۸ | این زمینی‌ها    | مسعود شاه محمدی                  | شبکه تهران |
| ۱۳۷۸ | تنها در تاریکی | مسعود رشیدی                      | شبکه ۲     |
| ۱۳۷۸ | شب چراغ        | جمال شورجهامیر قویدلمجید جوانمرد | شبکه ۲     |
| ۱۳۷۹ | همسفر          | قاسم جعفری                       | شبکه ۳     |
| ۱۳۷۹ | سفر باران      | بهروز طاهری                      | شبکه ۱     |
| ۱۳۷۹ | مهر پنهان      | محمد نجف اوشانی                  |            |
| ۱۳۸۰ | زیر آسمان شهر  | مهران غفوریان                    | شبکه ۳     |
| ۱۳۸۰ | تب             | عباس مرادیان                     |            |
| ۱۳۸۰ | عشق سال‌های جنگ | علی بهادر                        | شبکه ۳     |
| ۱۳۸۱ | شبکه           | محمود عزیزی                      | شبکه ۲     |
| ۱۳۸۲ | مهمان‌پذیر طوبی | منوچهر پوراحمد                   | شبکه ۱     |
| ۱۳۸۲ | روژان          | ماشاالله شاهمرادی‌زاده            | شبکه ۲     |
| ۱۳۸۳ | دوباره زندگی   | نادر مقدس                        | شبکه تهران |
| ۱۳۸۳ | رسم شیدایی     | اکبر خواجویی                     | شبکه ۲     |
| ۱۳۸۴ | ارث بابام      | مهران غفوریان                    | شبکه ۳     |
| ۱۳۹۴ | شهر من شیراز   | محمد بنایی                       | شبکه ۲     |

### نمایش خانگی
| سال  | عنوان     | سمت    | کارگردان    | پخش از           |
| ---- | --------- | ------ | ----------- | ---------------- |
| ۱۴۰۴ | عشق ابدی  | مجری   | نامشخص      | یوتیوب           |
| ۱۳۹۲ | شوخی کردم | بازیگر | مهران مدیری | شبکه نمایش خانگی |